# Tchagra senegala
Tchagra senegala е вид птица от семейство Malaconotidae.
Видът се среща на Арабския полуостров, и в по-голямата част от Африка, в откритите площи, горите, полу-пустините и урбанизираните територии.
Снася две или три силно белязани бели яйца в дърво или храст. Двете птици, но главно женската, мътят в продължение на 12-15 дни, след което хранят пилетата още 15 дни.